# Frans Hoebens
Franciscus Ludovicus Maria (Frans) Hoebens (Asten, 2 mei 1914 – 17 april 1977) was een Nederlands burgemeester.
Frans Hoebens werd geboren als zoon van de Astense koopman Franciscus P.C. Hoebens en diens echtgenote Louisa W.P.M. Meelis. Hij stamde uit een familie van onderwijzers; zijn grootvader, die eveneens Frans heette, was hoofdonderwijzer in onder meer Oldebroek, 's-Heerenberg en Asten. Diens vader, opnieuw een Frans, was hoofdonderwijzer in Asten, maar geboren in Tilburg.
Frans Hoebens studeerde rechten in Utrecht en werd na de oorlog in 1944 plaatsvervangend burgemeester van Mierlo. Daarna werd hij burgemeester van Wouw en vervolgens burgemeester van Deurne na het overlijden van de vorige burgemeester, Lambert Roefs aldaar. Hij bleef dat tot zijn dood in 1977. Uit zijn huwelijk met Mies Eijsbouts, wier vader eigenaar/directeur was van de nu Koninklijke Klokkengieterij Eijsbouts, werden acht kinderen geboren.
In Deurne werd de Frans Hoebenshal, een sportcomplex in de wijk Koolhof, naar hem vernoemd.